# Le Val-Saint-François
Le Val-Saint-François est une municipalité régionale de comté de la province de Québec (Canada) dans la région de l'Estrie. Son chef-lieu est à Richmond.

## Géographie

### Entités territoriales
La MRC est constituée de 18 municipalités locales.
| Nom                               | Statut                  | Population 2021 | Superficie (km2) | Densité (h/km2) | Ref. |
| --------------------------------- | ----------------------- | --------------- | ---------------- | --------------- | ---- |
| Bonsecours                        | Municipalité            | 650             | 61,2             | 10,62           |      |
| Cleveland                         | Municipalité de canton  | 1 581           | 124,3            | 12,72           |      |
| Kingsbury                         | Municipalité de village | 142             | 7,1              | 20              |      |
| Lawrenceville                     | Municipalité de village | 618             | 17,2             | 35,93           |      |
| Maricourt                         | Municipalité            | 456             | 62,1             | 7,34            |      |
| Melbourne                         | Municipalité de canton  | 1 096           | 173,7            | 6,31            |      |
| Racine                            | Municipalité            | 1 340           | 107,6            | 12,45           |      |
| Richmond                          | Ville                   | 3 259           | 6,92             | 470,95          |      |
| Saint-Claude                      | Municipalité            | 1 141           | 121,5            | 9,39            |      |
| Saint-Denis-de-Brompton           | Municipalité            | 4 594           | 75,5             | 60,85           |      |
| Saint-François-Xavier-de-Brompton | Municipalité            | 2 469           | 98,9             | 24,96           |      |
| Sainte-Anne-de-la-Rochelle        | Municipalité            | 625             | 62               | 10,08           |      |
| Stoke                             | Municipalité            | 3 014           | 252,9            | 11,92           |      |
| Ulverton                          | Municipalité            | 433             | 52,4             | 8,26            |      |
| Val-Joli                          | Municipalité            | 1 671           | 91,64            | 18,23           |      |
| Valcourt                          | Municipalité de canton  | 1 029           | 80,6             | 12,77           |      |
| Valcourt                          | Ville                   | 2 139           | 5,5              | 388,91          |      |
| Windsor                           | Ville                   | 5 294           | 15               | 352,93          |      |
| Total                             | Total                   | 31 551          | 1 416,6          | 22,27           |      |

## Démographie
| 1986   | 1991   | 1996   | 2001   | 2006   | 2011   | 2016   | 2021   |
| ------ | ------ | ------ | ------ | ------ | ------ | ------ | ------ |
| 32 181 | 32 304 | 33 422 | 28 176 | 29 023 | 29 654 | 30 686 | 31 551 |